# Људске потребе
Људске потребе су према Фрому, потребе које проистичу из људске природе и представљају одговор на његове егзистенцијалне дихотомије. По Фрому, постоји пет основних људских потреба: потреба за повезаношћу, потреба за превазилажењем, потреба за укорењеношћу, потреба за идентитетом и потреба за оквиром оријентације и веровања. Два фундаментално различита начина су могућа у решавању проблема људске егзистенције, а то значи у задовољавању људских потреба: регресиван (болестан, неаутентичан) и прогресиван (здрав, аутентичан). Та два смера су: први, да се врати на ниво животињског постојања, које карактерише симбиотичка веза и нарцизам (сигурност), или други, да тражи нови начин повезивања са светом путем љубави, стваралаштва и разума, што подразумева достизање продуктивне људске егзистенције.